# Mazraeh-ye Salman Farsi
 (avril 2019).
Mazraeh-ye Salman Farsi (persan : مزرعه سلمان فارسي, aussi romanisé en Mazra'eh-ye Salmān Fārsī) est un village dans district rural de Kongor, dans le district central du comté de Kalaleh, dans la province du Golestan, en Iran. Lors du recensement de 2006, sa population était de 168 personnes, réparties dans 38 familles.